# 360 Quality
Die 2006 gegründete Vereinigung 360 Quality Association wurde gebildet von Kühlschiffsreedereien, Kühlschiffpools und Hafenterminals, die Kühlgüter transportieren, umschlagen und lagern. Dabei steht die geschlossene Kühlkette von der Produktion im Herkunftsland bis zur Anlandung im Empfängerland im Vordergrund. Das Ziel dieser Vereinigung ist es, den Qualitätsstandard in der Kühlkette zu erhalten, zu verbessern und zu dokumentieren.

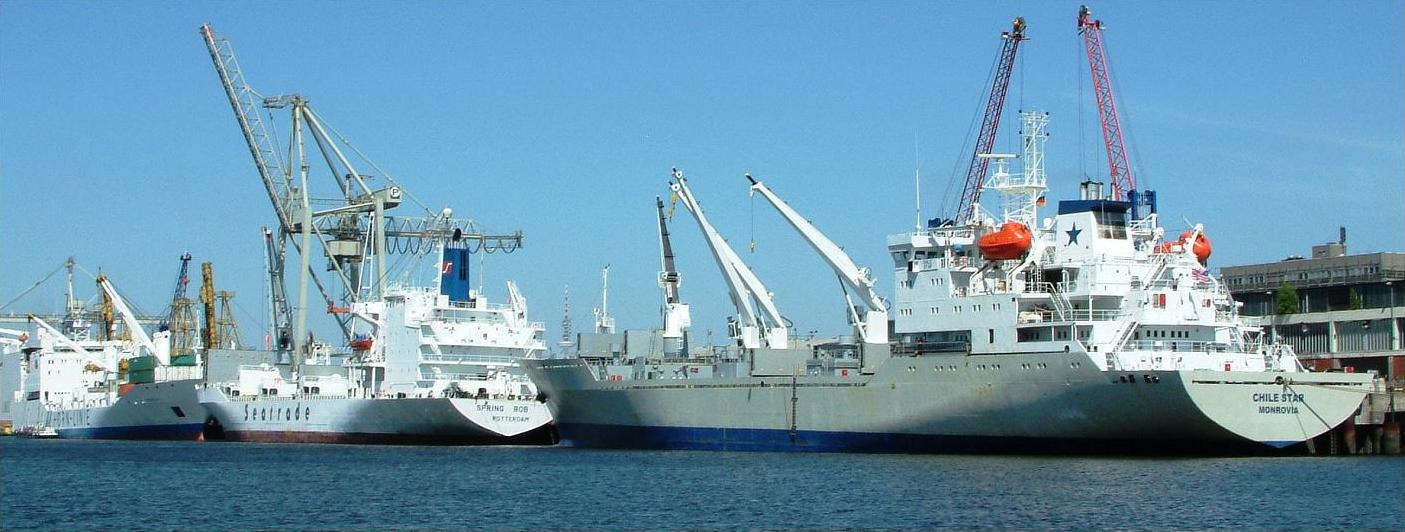
Weiße Schiffe vor modernen Elevatoren, Palettenbrücken und weitläufigen temperierten Umschlagshallen mit integrierten Kühlzellen mit Straßen- und Bahnanschluss prägen heute das Bild dieser Häfen

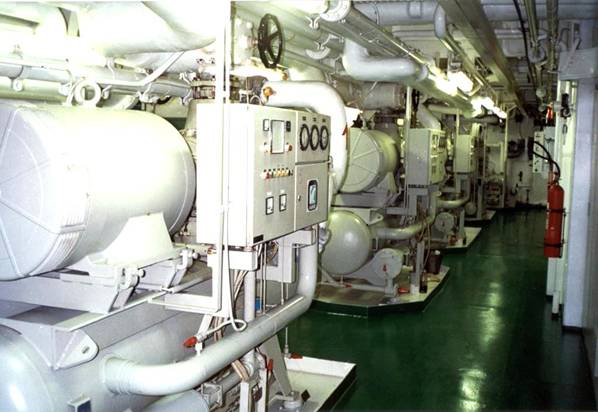
Blick auf eines der Kälteaggregate im Maschinenraum eines modernen Kühlschiffes

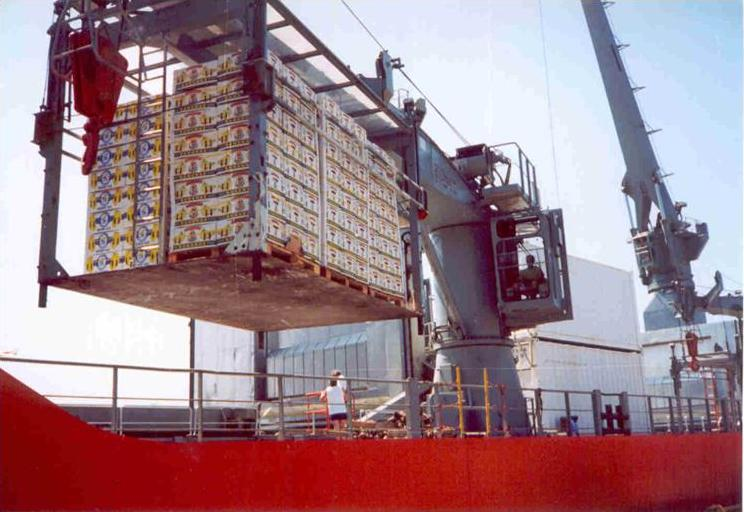
Schiffseigene Palettenkräne konkurrieren heute mit landseitigen Kränen, Elevatoren, Paletten-Löschbrücken und Containerbrücken auf den Fruchtterminals

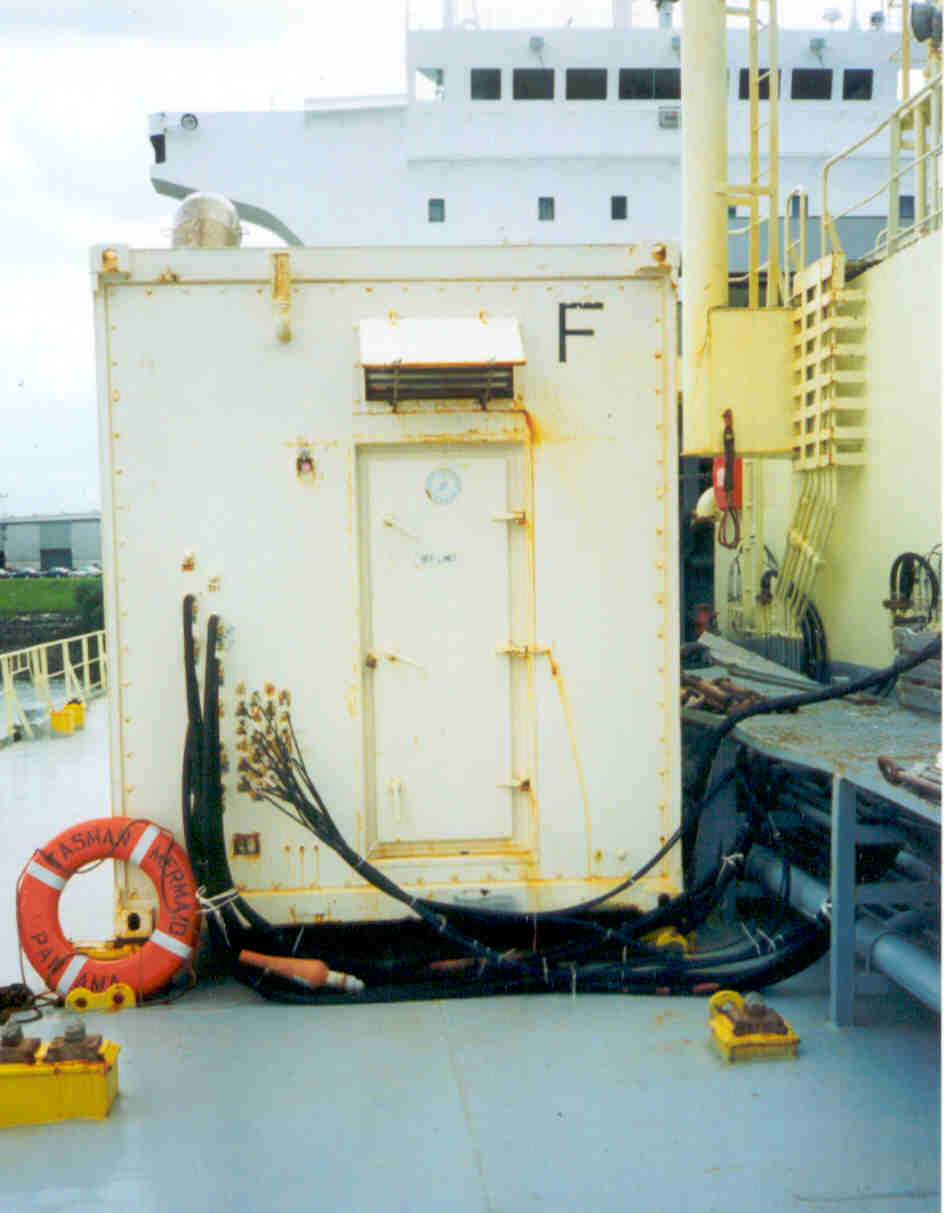
Container mit den technischen Einrichtungen zur Stickstofferzeugung für den gesamten CA-Betrieb eines Kühlschiffes

## Kühlkette
Für die Qualität der Kühlgüter ist eine geschlossene Kühlkette – von der Plantage über die Häfen, den Schiffstransport bis in den Supermarkt – von größter Bedeutung. Wo diese Kette beginnt und wie viele Seemeilen es auf diesem Weg zu überbrücken gilt, ist jedoch von Produkt zu Produkt und natürlich auch je nach Transportmittel unterschiedlich. Hier stehen Kühlschiffe im Vordergrund, 2010 sind es rund 1105 Kühlschiffe mit einer Kühlraumkapazität von 291 Mio. cbft unter Deck bzw. 345 Mio. cbft, wenn die Kühlcontainerstellplätze an Deck berücksichtigt werden. In der Vergangenheit waren es bei vielen Südfrüchten besonders sogenannte Boards aus Zusammenschlüssen von Pflanzern, die für gute Qualität der Früchte und der Kühlkette sorgten. Bei den ganzjährig geernteten und angelandeten Bananen hatten sich mehrere große vertikal strukturierte Fruchtgesellschaften gebildet und durchgesetzt, die den Anbau, die Verschiffung und die Vermarktung der Bananen unter Kontrolle haben.

## Kühlgüter
Nach den Statistiken betrug der Welthandel mit verderblichen Gütern 2010 etwa 160 Mio. t (2000 ca. 115 Mio. t). Über See, d. h. in Kühlschiffen und Kühlcontainern wurden 2009 etwa 85 Mio. t (2000 ca. 58; 1984 ca. 24,5 Mio. t) transportiert. Massenladungen wie Fleisch, Fisch, Zitrusfrüchte und Bananen werden fast saisonunabhängig über das ganze Jahr transportiert. Die Saisonfrüchte wie Weintrauben, Äpfel und Birnen werden vorwiegend in den Monaten Februar bis Mai vom Süden in den Norden transportiert. Die bisher überwiegend mit dem Flugzeug transportiert Beeren-, Steinfrüchte und Exoten werden inzwischen zunehmend mit Schiffen befördert. Ein umweltpolitischer Vorteil, da die CA-Technologie für längere Haltbarkeit sorgt, den Schiffstransport ermöglicht und dadurch geringere Kosten und niedrigen CO2-Ausstoß verursacht.
Diese verderbliche Güter werden über große Entfernungen gekühlt transportiert, um in guter Qualität den Ankunftshafen zu erreichen. Tiefkühlgüter werden überwiegend in von Containerschiffen in Kühlcontainern transportiert, Früchte dagegen vorwiegend in Kühlschiffen. Besonders bei den ganzjährig geernteten und angelandeten Bananen haben sich wenige große vertikal strukturierte Fruchtgesellschaften durchgesetzt. Bei den Saisonfrüchten waren es besonders in Australien und Südafrika als „Boards“ benannte Vermarktungsorganisationen, die häufig aus Zusammenschlüssen von Pflanzern entstanden. Von den Boards wurden Qualitätsstandards erarbeitet, festgeschrieben und überwacht. Die Früchte der Pflanzer wurden in Lagerhäusern der Boards zwischengelagert, damit war es möglich, ganze Schiffsladungen zu sammeln, Schiffe zu chartern, und die Früchte in Übersee zu vermarkten. Die Boards haben ihre Bedeutung verloren, sind vielfach verschwunden, da gerade die europäischen und amerikanischen Handelsketten häufig bei den Erzeugern direkt einkaufen.

## Häfen

### Frucht-Ladehäfen
Moderne Containerhäfen und traditionelle Fruchthäfen unterscheiden sich wie Tag und Nacht. Während erstere mit ihren tief ausgebaggerten Hafenbecken und Containerterminals auch große Schiffe mit vielen tausend Standardcontainern an Bord bewirtschaften können, verfügen viele traditionelle Fruchthäfen etwa in Lateinamerika über eine geringe Wassertiefe und nur wenig Infrastruktur. Für die dort ladenden Kühlschiffe bedeutet dies, dass sie anders als ein Containerschiff ihr eigenes Ladegeschirr mitführen müssen.

### Löschhafen
Schiffseigene Palettenkräne konkurrieren heute mit landseitigen Kränen, Elevatoren, Paletten-Löschbrücken und Containerbrücken auf den Fruchtterminals. Eine interessante Alternative für einen zügigen und weitgehend witterungsgeschützten Umschlag stellen die so genannten Seitenlader mit halbautomatischen Fahrstühlen dar, die an Bord von Gabelstaplern unterstützt werden. Weiße Schiffe vor modernen Elevatoren, Palettenbrücken und weitläufigen temperierten Umschlagshallen mit integrierten Kühlzellen mit Straßen- und Bahnanschluss prägen heute das Bild dieser Häfen. Reifehäuser für Bananen haben sich direkt im Hafen angesiedelt, um Zeit und einen Transportvorgang zu sparen.

## Transporttechnologie der Kühlgüter

### Kühlung
Fleisch, Fisch, Butter, Käse und andere Tiefkühlgüter werden in den landseitigen Kühlhäusern der Exportländer auf die entsprechende Temperatur gebracht (vorgekühlt), werden hier jedoch nicht weiter behandelt. Das erfordert von den Einrichtungen der Transportmittel nur, dass die Temperatur gehalten werden muss. Dafür wird ein 30 bis 60facher Luftwechsel ohne Frischluftzufuhr eingestellt.
Bei Früchten ist eine Vorkühlung wünschenswert, aber wegen fehlender Infrastruktur in vielen Ladehäfen nicht immer möglich.
Während Saison- und Zitrusfrüchte überwiegend vorgekühlt verladen werden, beginnt bei den Bananen die Kühlkette in den meisten Fällen erst im Schiff. Die Früchte werden zeitnah zur Schiffsankunft geerntet und auf den Plantagen in so genannten Packhäusern geschnitten, portioniert, gebadet, desinfiziert, etikettiert, in Kartons verpackt und kommen dann lose oder auf Paletten an Bord. Hier werden sie in den ersten ein bis zwei Tagen schnell auf die Transporttemperatur von 13 °C heruntergekühlt. Eine hohe Kälteleistung ist bei Kühlschiffen daher eine wichtige Voraussetzung.
Früchte und Gemüse haben einen Stoffwechsel (Fruchtatmung), nach der Ernte verbrauchen sie Sauerstoff (O2) und geben ihrerseits Wärme, Kohlendioxid (CO2) und Wasser ab, ebenso wie Aromastoffe und Reifegase. Wegen der Wärmeentwicklung wird zur guten Wärmeabfuhr ein 80 bis 100facher Luftwechsel mit Frischluftzufuhr zur Ausspülung der Reifegase eingestellt. Je nach Intensität der Fruchtatmung verändert sich auch die innerliche und äußere Qualität der Früchte.

### Innovation zur verbesserten Transportqualität
In den letzten 15 bis 20 Jahren wurden mehrere Innovationsschritte ausgelöst, die zum Teil nur von Fachleuten wahrgenommen wurden:
- Die Einführung der Kontrollierten Atmosphäre (CA) mit Absenkung des Sauerstoffgehalts und Erhöhung des Kohlendioxydgehalts ergeben beim Fruchttransport weniger Verluste und eine Verringerung der Qualitätseinbußen durch den Transport.
- Die Erhöhung der Kälteleistung in Verbindung mit CA führt zu einer sehr schnellen Stoffwechselreduzierung mit dem Vorteil einer schnelleren Runterkühlphase.
- Die Optimierung der Schiffskonstruktion und die Vergrößerung der Ballastwassertanks ermöglichte eine höhere Schiffsstabilität und Stauung von mehr Kühlcontainer an Deck, das führte zur Erhöhung der Produktivität.
- Außerdem wurde die Leistung der Hilfsdiesel vergrößert, um eine höhere elektrische Leistung zur Stromversorgung der Kühlcontainer an Deck bereitzustellen.
- Vielfach wurden zusätzliche Einrichtungen geschaffen, um auch die Kühlcontainer an Deck der Kühlschiffean die zentrale MA/CA-Versorgung anzuschließen
- Die Verbesserung der Schiffslinien ergab einen niedrigeren Schiffswiderstand und führte in Verbindung mit dem Einsatz effizienter Antriebsmotoren und Propeller zu reduziertem Brennstoffverbrauch moderner Kühlschiffe.

### Modifizierte Atmosphäre
Heute spricht man von einer Modifizierten Atmosphäre (MA), wenn eine für die Frucht ideale Temperatur bei gleichzeitig vermindertem Sauerstoffgehalt eingehalten wird. Theoretisch würde zwar der Sauerstoffgehalt in den gut isolierten Frachträumen und weitgehend gasdichten Laderäume schon allein durch die so genannte Selbstveratmung der Früchte sinken, doch das dauert zu lange. Stattdessen wird der Sauerstoff mit Stickstoff aus dem Laderaum gespült. Dieser Stickstoff lässt sich leicht aus der Umgebungsluft gewinnen, schließlich bildet er mit 79 Prozent deren Hauptbestandteil. Der reduzierte Sauerstoffgehalt führt zur reduzierter Fruchtatmung und verlangsamt den Qualitätsverlust der Früchte durch den Transport.

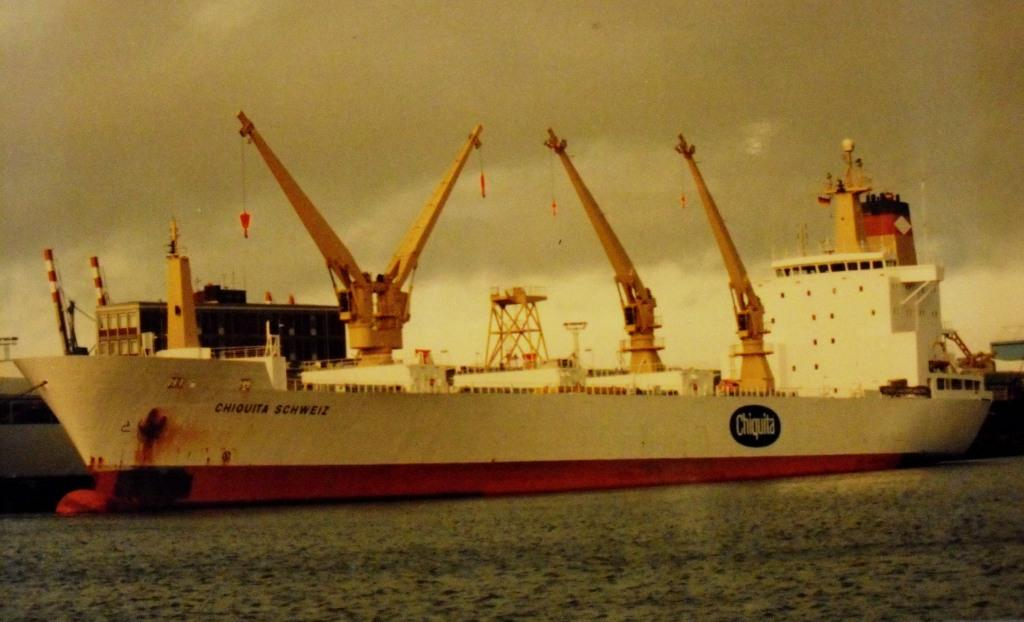
Die in Dänemark gebaute Chiquita Schweiz ist als Kühlschiff mit den Einrichtungen für Kontrollierte Atmosphäre ausgestattet

### Kontrollierte Atmosphäre
Eine Umgebung mit Kontrollierter Atmosphäre (CA) geht noch weiter, hier werden neben der Temperatur und dem Sauerstoffgehalt der Luft auch der CO2-Wert in den Kühlräumen geregelt. Durch CA lässt sich der Kohlendioxydgehalt der Luft erhöhen, dass sie einen Wachstumshemmer für Fäulniserreger wie Pilze und Bakterien bildet und den Transport der empfindlichen Ladung weiter erleichtert. Dabei sind jedoch die Grenzwerte der Früchte zu beachten, damit die Früchte nicht ersticken oder durch zu hohen CO2-Gehalt Schaden nehmen.
Damit hat die letzte Kühlschiffsgeneration erhebliche Fortschritte besonders in ihrem Kernsegment, dem Fruchttransport im Laderaum, erzielt. Das Runterkühlen von Bananen und die zentrale CA-Versorgung wird von anderen Schiffstypen bisher nicht angeboten. Neben dem preiswerten CA-Transport großer Kühlladungsmengen im Laderaum (Bananen, Äpfel, Kiwi, Zitrus) werden anspruchsvolle Güter wie Mango, Avocado, Melonen, Spargel, Beeren und zukünftig vielleicht auch Blumen in kleinen Ladungseinheiten an Deck in CA-Kühlcontainern unter der fachkundigen Überwachung der Kühlschiffsbesatzung transportiert.

## Überwachung
Die Überwachung der Kühlschiffe und der technischen Einrichtungen erfolgt wie bei anderen Handelsschiffen schon bei der Konstruktion und beim Bau durch Klassifikationsgesellschaften wie z. B. LR, ABS, GL, BV und den nationalen Berufsgenossenschaften. Im weiteren Schiffsleben erfolgen von diesen Unternehmen und Behörden in den Vorschriften vorgegebene regelmäßige Kontrollen und Überprüfungen. Außerdem werden in Europa Hafenstaatenkontrollen durchgeführt, um neben den Sicherheitseinrichtungen auch die Einhaltung der Umweltschutzstandards zu überprüfen. Für die Aufgabe des Kühlschiffes, der anspruchsvolle Transport von temperaturempfindlichen Tiefkühlgütern oder sensiblen lebenden Kühlgütern wie Früchten und Gemüse, wurden zusätzliche Qualitätsstandards für notwendig erachtet, da die Boards weitgehend verschwunden sind.